# Black Box Diaries
Black Box Diaries (japanisch ブラック・ボックス・ダイアリーズ, burakku bokkusu daiarῑsu) ist ein preisgekrönter japanischer Dokumentarfilm der Journalistin Shiori Itō aus dem Jahr 2024. Der Film wurde unter anderem 2025 für den Oscar für den besten Dokumentarfilm nominiert.

## Inhalt
Die damals fünfundzwanzigjährige Journalistin Shiori Itō wurde 2015 von dem ehemaligen Büroleiter des Tokyo Broadcasting System in Washington, D.C. Noriyuki Yamaguchi unter Drogen gesetzt und in einem Hotelzimmer in Tokio vergewaltigt. Noriyuki Yamaguchi verfügte über gute politische Verbindungen bis hinauf zum japanischen Premierminister Shinzo Abe. Ihre Strafanzeige wurde daher von der Polizei nicht ernst genommen und der Fall führte nicht zur Verurteilung. 2017, in der Zeit von #MeToo, ging Shiori Itō mit ihrem Vergewaltigungsfall in die Öffentlichkeit und strengte einen Zivilprozess gegen den Vergewaltiger an. Der Film umspannt den Fall bis zu dem Tag, als Shinzo Abe zu Grabe getragen wurde und Japans höchstes Gericht die Verurteilung im Zivilprozess bestätigte.

## Hintergrund
Der Film basiert zu großen Teilen auf Shiori Itōs Buch Black Box. Sie hatte diesen Titel gewählt, da Fälle von sexueller Gewalt in Japan oft wie in einer Black Box verschwinden würden. Das Buch prägte in Japan den Begriff Black Box für dieses Phänomen. Die Free Press Association of Japan zeichnete das Buch 2018 mit dem Best Journalism Award aus.

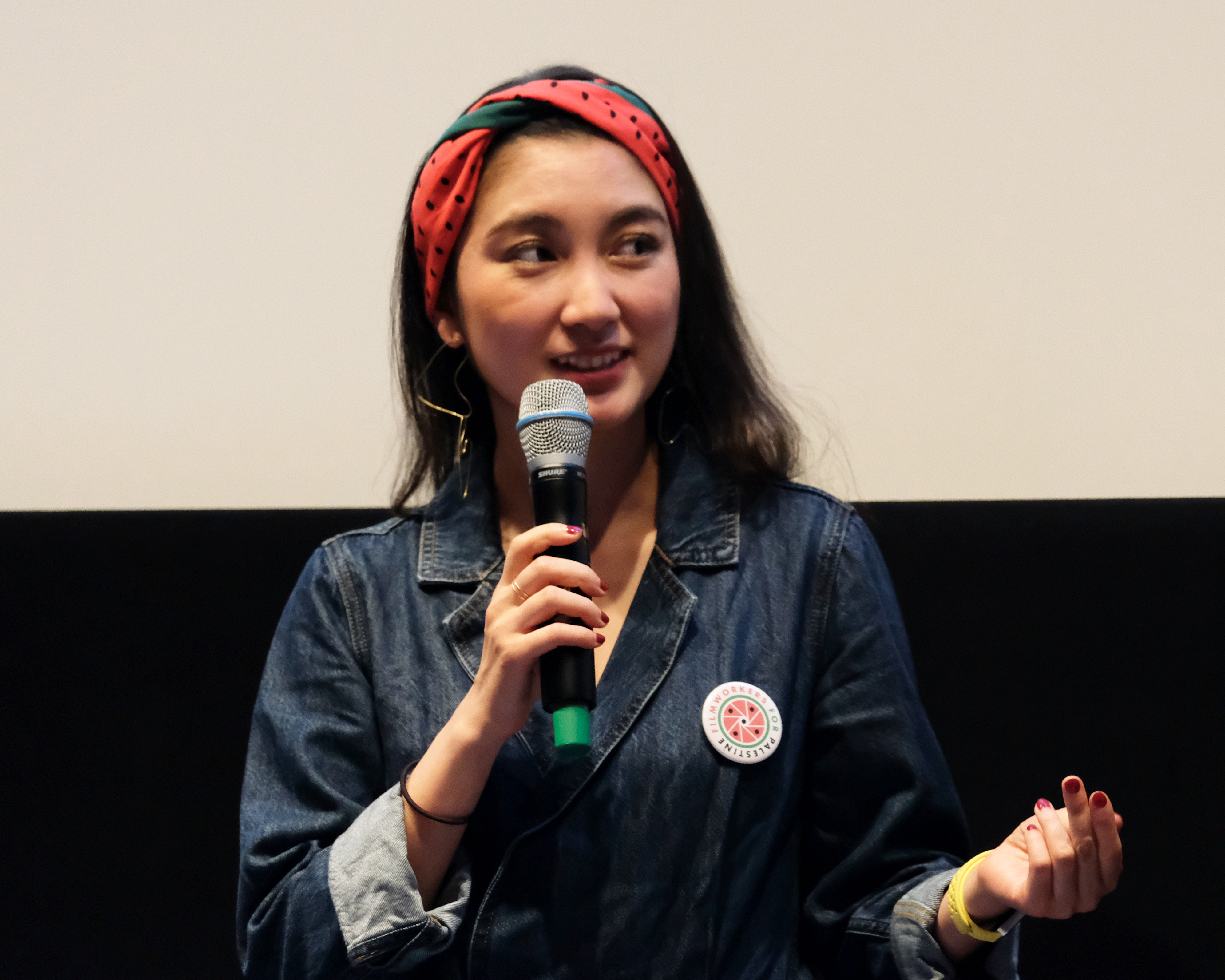
Shiori Itō bei der Vorstellung des Films auf dem Filmfest München

Shiori wurde in Japan nach einer Pressekonferenz 2017, in der sie den Vergewaltigungsfall öffentlich machte, das Gesicht der #MeToo-Bewegung und wurde persönlich angegriffen. Sie zog sich nach London zurück, wo sie bei der Fernsehjournalistin Hanna Aqvilin unterkam und mit ihr die Idee entwickelte, das Buch und auf Grundlage ihrer Videotagebucheinträge den Film zu entwickeln. Für das No-Budget-Projekt wurden über vierhundert Stunden ihres Videotagebuchs gesichtet, insgeheim aufgezeichnete Telefongespräche und Aufnahmen von Überwachungskameras verwendet.
Die Dokumentation feierte Premiere beim Sundance Film Festival im Januar 2024. Nach der Filmpremiere wurde Black Box Diaries weltweit auf über fünfzig Filmfestivals gezeigt, nur nicht in Japan.

## Rezeption
Bei Rotten Tomatoes erreichte Black Box Diaries einen Tomatometer-Wert von 98 Prozent.
Alissa Wilkinson beschrieb Black Box Diaries als mutige und brutale Ermittlung des eigenen sexuellen Missbrauchs. So wie die Ermittlungen durch die Mächtigen unterdrückt würden, sei ein verdammendes Urteil darüber, warum und weshalb es so schwer sei solche Fälle zu lösen. Das sei nicht nur auf Japan beschränkt.
Für Guy Lodge in Variety ist Shiori Itōs Film eine straffe Dokumentation, die ihre Wahrheit auf der Zunge trage. Ihr Regie-Debüt identifiziere eine Welt systemischer Ungerechtigkeiten durch den Fokus auf einen einzelnen Fall von sexuellem Missbrauch – bezeichnenderweise ihres eigenen Falls. Die rohe persönliche Perspektive, unbeeinflusst von einem anderen Filmschaffenden und mit der erzählerischen Strenge von Itōs gründlicher journalistischer Ausbildung, mache den Film nicht nur zu einer vernichtenden Analyse patriarchaler Machtstrukturen im heutigen Japan, sondern auch zu einer lebendigen Ermahnung an die alltäglichen psychologischen Wellen und Brüche im Leben einer Überlebenden.
Für Rebecca Martin in Cinema Femme ist Black Box Diaries ein Triumph. Der Film habe sie bewegt, wie so viele Filme zu dem Thema. Sie liebe es, wenn Dokumentarfilmer ihre eigene Stimme in Dokumentationen einbrächten und hier sei diese Stimme die Geschichte. Alles würde zusammenwirken: Shioris Videotagebücher, die Stimme Shioris, die Bilder des überfließenden Tokio und die zugrundeliegende Wahrheit. Weil ihre Worte soviel Kraft hätten, würde der Film viele auf einer tieferen Ebene ansprechen. Ihre Stimme sei der Pulsschlag des Films.

## Auszeichnungen
- Critics Choice Documentary Awards 2024: Beste True-Crime-Dokumentation (Nominierung)[8]
- CPH:DOX 2024: HUMAN:RIGHTS Award[9]
- IDA Documentary Awards 2024:

- Emerging Filmmaker Award
- Bester Dokumentarfilm (Nominierung)
- Beste Regie (Nominierung)

- National Board of Review 2024: Top 5 Documentaries[11]
- San Francisco International Film Festival 2024: Ehrenvolle Erwähnung[12]
- Seattle International Film Festival 2024: Lena Sharpe Award For Persistence Of Vision[13]
- Zurich Film Festival 2024:

- Goldenes Auge als bester Dokumentarfilm
- Publikumspreis

- British Academy Film Awards 2025: Bester Dokumentarfilm (Nominierung)[15]
- Oscars 2025: Bester Dokumentarfilm (Nominierung) Diese Nominierung war die erste Nominierung für einen japanischen Film überhaupt in der Kategorie.[16]
- Girls On Film Awards 2025:

- Bester Dokumentarfilm
- Activist Impact Award